# Steve Bowditch
Pour les articles homonymes, voir Bowditch.
Steve Bowditch, né le 9 août 1955 à Darwin (Australie), est un joueur de squash représentant l'Australie. Il atteint en août 1986 la 16e place mondiale sur le circuit international, son meilleur classement.
En 2005, il est intronisé au Squash Australia Hall of Fame.

## Biographie
Il débute le squash en 1966 et devient professionnel en 1977.
Avec l'équipe nationale australienne, il participe aux championnats du monde par équipes en 1981, épreuve amateur ouverte aux professionnels mais sans prix. Il mène l'équipe en tant que capitaine et atteint la finale contre le Pakistan, qui est perdue 3-0. Steve Bowditch doit abandonner face à Jahangir Khan au deuxième jeu à cause d'une blessure.
Après sa carrière, Steve Bowditch travaille comme entraîneur. Ses postes d'entraîneur comprenaient des engagements au sein d'équipes nationales en Malaisie, en Suède et en Autriche.
Steve Bowditch appartient aux aborigènes d'Australie, de la tribu des Arabana.

## Palmarès

### Finales
- Open de Hong Kong : 1985
- Championnats du monde par équipes : 1981